# Albärt

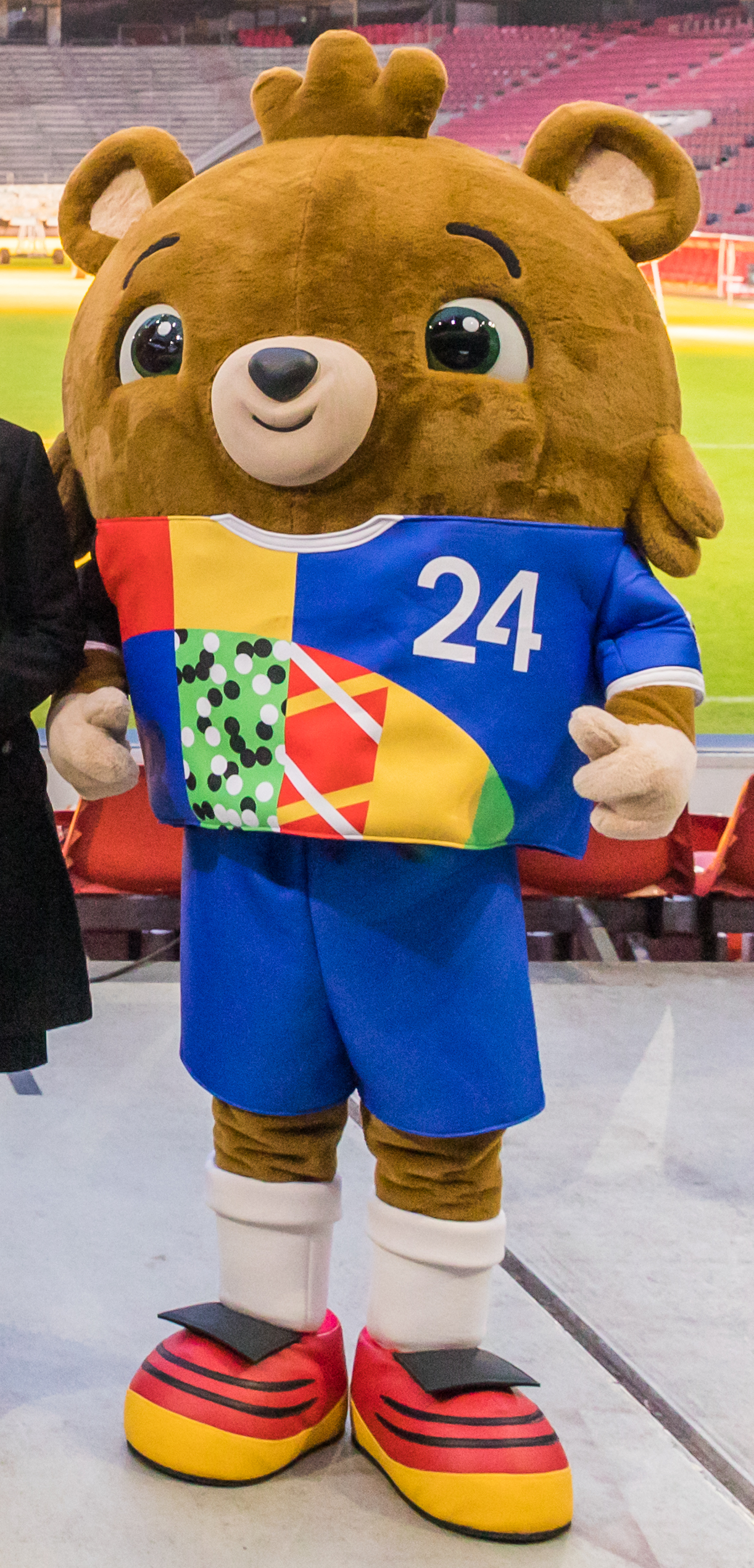
Maskotka Albärt

Albärt – maskotka Mistrzostw Europy w piłce nożnej 2024, które odbyły się w Niemczech. Maskotka ma postać pluszowego misia.

## Prezentacja maskotki
Maskotka, jeszcze bez wybranego imienia została zaprezentowana niemieckim kibicom 20 czerwca 2023 roku przed towarzyskim starciem z Kolumbią rozgrywanym na stadionie Veltins-Arena w Gelsenkirchen, przegranym przez Niemców 0:2. Jednak maskotka zadebiutowała już rankiem, odwiedzając jedną ze szkół podstawowych w Gelsenkirchen.

## Symbolika
Po raz pierwszy w historii maskotką EURO będzie miś. Wybór na niego padł ze względu na to, że ta zabawka prawdopodobnie wywodzi się z XX-wiecznych Niemiec.

## Wybór imienia
Wszystkie proponowane imiona maskotki były inspirowane niemieckim słowem „Bär”, oznaczającym niedźwiedzia. Na imię maskotki głosowały dzieci z programu UEFA Football in Schools oraz kibice poprzez portal uefa.com. Najwięcej głosów spośród czterech propozycji otrzymał Albärt – na to imię zagłosowało 32% głosujących.
| Lp. | Imię          | Uzyskany procent głosów |
| --- | ------------- | ----------------------- |
| 1.  | Albärt        | 32%                     |
| 2.  | Bärnardo      | 29%                     |
| 3.  | Bärnheart     | 22%                     |
| 4.  | Herzi von Bär | 17%                     |